# Вебер, Василий Валерианович
Василий Валерианович Вебер (31 декабря 1899  [12 января 1900], Тифлис — 9 февраля 1987, Москва) — советский учёный-геолог, доктор геолого-минералогических наук, Заслуженный геолог РСФСР (1980), лауреат премии Губкина (1984).

## Биография
Родился 31 декабря 1899 (12 января 1900) года в городе Тифлис в семье геолога Валериана Николаевича (1871—1940) и учителя Елены Васильевны Вебер (в дев. Бекарюковой) (1873—1942).
В 1900 году семья переехала в Санкт-Петербург

### Образование
В 1910—1918 годах учился в Петроградской общественной гимназией с совместным обучением, учреждённая Л. Д. Лентовской. Окончил её с золотой медалью.
В 1918—1924 годах учился в Петроградском горном институте, по геологическому отделению Геолого-разведочного факультета.
Студентом участвовал в геолого-изыскательских работах на реке Свирь, в геологических экспедициях в Ухту, в Печорский край, геолога-нефтяника А. И. Косыгина , П. И. Бутова — в Кузнецкий бассейн и К. П. Калицкого — в Грозненский нефтеносный район.

## Научная работа
После окончания института работал в Угольной секции Геолкома.
C 1928 — старший геолог нефтяной секции Геологического комитета (с 1929 НИГРИ).
C 1942 — руководитель Эмбинской экспедиции.
В 1946—1984 старший научный сотрудник Московского филиала ВНИГРИ.
Проведенные им исследования привели к открытию многих нефтяных месторождений Азербайджана.
Руководил работой по составлению геологических и тектонических карт нефтегазоносных районов.
Доктор геолого-минералогических наук. Заслуженный геолог РСФСР.
Умер в 1987 году. Похоронен на Долгопрудненском кладбище.

## Награды и премии
- 1940 — Знак отличника соцсоревнования Наркомнефти СССР
- 1941 — 3 раза присуждено звание «Стахановец»
- 1945 — Медаль «За доблестный труд в Великой Отечественной войне 1941—1945 гг.»
- 1948 — Орден «Знак Почёта»
- 1948 — Медаль «В память 800-летия Москвы»
- 1953 — Орден Ленина
- 1967 — звание «Отличник разведки недр»
- 1970 — Медаль «В ознаменование 100-летия со дня рождения Владимира Ильича Ленина»
- 1980 — Заслуженный геолог РСФСР
- 1980 — Медаль «Ветеран труда»
- 1984 — Премия имени И. М. Губкина
- 1985 — Юбилейная медаль «Сорок лет Победы в Великой Отечественной войне 1941—1945 гг.»